# 芳賀千里
芳賀 千里（はが ちさと、1992年10月19日 - ）は、日本の元アーティスティックスイミング選手。現存する日本のミス・コンテストで最も古い歴史を持つ「ミス日本」の第47回（2015年度）ミス日本グランプリ受賞者。

## 人物
東京都出身。調布市立第四中学校から日本女子体育大学附属二階堂高等学校を経て日本女子体育大学卒。
小学校からシンクロナイズドスイミング（当時）を始め、大学入学後にマーメイドジャパン（シンクロ日本代表）入りして2013年夏季ユニバーシアード（ロシア・カザニ）では日本学生代表チームメンバーとして出場し、チーム種目で銀メダルを獲得するなど、数々の国際大会出場の経歴を持つ。
2014年の同代表にも選ばれたが、胸郭出口症候群の持病が悪化して体に麻痺を感じたことから代表を辞退し、同年4月をもって競技者生活の引退を余儀なくされる。
競技者を引退後、自らは「自分には何もなくなってしまったのではないかという不安な気持ちがあった。何もないからこそ挑戦してみないかという母の勧めでミス日本コンテストに応募した」といい、2015年・第47代ミス日本コンテストグランプリ決定大会に出場。グランプリの座を射止めた。
ミス日本受賞後、ANAホールディングス傘下の「ANAテレマート」に就職している。

## 同期の著名なミス日本出場者
- 畠山愛理（和田静郎特別顕彰=第1号受賞者、新体操日本代表）
- 柴田美奈（ミス日本「水の天使」、2018年東海テレビ放送アナウンサーとして入社）
- 平井絢野（東日本地区代表、チアリーダー）

## テレビ出演
- 明石家さんまの転職DE天職第4弾（2015年5月3日　日本テレビ放送網） 歴代ミス日本受賞者についての特集で、現役ミス日本（放送当時）の立場から出演した

### その他出演
- 朝日新聞(2015年10月31日)
  - 特集記事「素顔のアスリート」で大学の後輩、ミス日本特別賞を受賞したフェアリージャパンメンバー(当時)畠山愛理とともに出演。